# Incident d'Antioquia

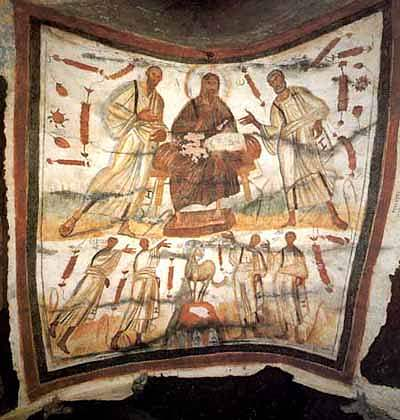
Crist entre Pere i Pau,, Catacumbes dels Sants Marcelí i Pere a la Via Labicana.

L'Incident d'Antioquia fou una disputa que tingué lloc durant el període apostòlic entre Pau de Tars i Pere, a la ciutat d'Antioquia a mitjans del segle I. La font primària per a l'incident és la Carta als Gàlates de Sant Pau (Gàl 2:11-14). Des de Ferdinand Christian Baur, els estudiosos han trobat evidència d'un conflicte entre els líders del cristianisme primitiu; per exemple James D.G. Dunn proposa que Pere era l'«home-pont» entre els punts de vista oposats de Pau i de Jaume. El resultat final de l'incident continua essent incert pel que fa a diversos punts de vista cristians de l'Antic Pacte en l'actualitat.

## Els cristians gentils i la Torà
Com que els gentils van començar a convertir-se del paganisme al cristianisme, va sorgir una disputa entre els líders cristians sobre si els gentils havien d'observar tots els preceptes de la Llei de Moisès. En particular, va debatre's si els gentils conversos havien de circumcidar-se i observar les lleis dietètiques; especialment la circumcisió, que es considerava repulsiva a la cultura hel·lenística.
Probablement completament independent de Pau, però sobre el mateix període, el tema dels gentils i la Torà també va ser objecte de debat entre els rabins segons consta al Talmud. Això va donar lloc a la doctrina de les Set lleis dels fills de Noè, per ser seguides pels gentils, així com la determinació que «els gentils no poden ser ensenyats en la Torà». Al segle xviii, el rabí Jacob Emden era de l'opinió que l'objectiu original de Jesús, i sobretot de Pau, va només ser de convertir els gentils a les Set lleis de Noè, mentre que permetien els jueus seguir la llei completa de Moisès.
Pau era un ferm defensor de la posició que els gentils no necessitaven pas circumcidar-se ni observar les lleis dietètiques, una posició que alguns van prendre com antinomisme. D'altres, de vegades denominats judaïtzants, varen sentir que els cristians gentils necessitaven complir plenament la Llei de Moisès.

## Concili de Jerusalem

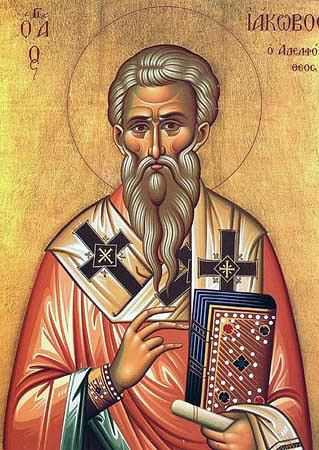
Icona de Jaume el Just, la decisió del qual va ser aprovada al Decret Apostòlic segons Fets 15:19-29, c. 50 dC

Pau va deixar Antioquia i va viatjar a Jerusalem per parlar de la seva missió als gentils amb els «pilars de l'autoritat» del cristianisme. En descriure el resultat d'aquesta reunió, Pau diu «van reconèixer que se m'havia confiat la bona notícia per als no circumcidats». Els Fets dels Apòstols descriuen la controvèrsia resolta pel discurs de Pere i conclosa amb la decisió de Jaume el Just de no exigir la circumcisió dels gentils conversos. Fets cita Pere i Jaume dient:
Germans, vosaltres sabeu que des dels primers dies Déu em va escollir d'entre vosaltres perquè els pagans escoltessin dels meus llavis la paraula de l'evangeli i creguessin. Déu, que coneix el fons dels cors, ha testimoniat a favor d'ells donant-los l'Esperit Sant igual que a nosaltres, sense fer cap diferència entre nosaltres i ells, un cop ha purificat els seus cors per la fe. Ara, doncs, per què poseu a prova Déu, volent imposar als deixebles un jou que ni els nostres pares ni nosaltres no hem tingut la força de suportar? Ben al contrari, creiem que tant nosaltres com ells som salvats només per la gràcia de Jesús, el Senyor.
-Fets 15:13-30
Aquest Decret Apostòlic encara és observat per l'Església Ortodoxa.